# Żytyńce
Żytyńce (ukr. Житинці, Żytynci) – wieś w rejonie berdyczowskim obwodu żytomierskiego. 